# Nekrolog 1711
Nekrolog
◄◄
| ◄
| 1707
| 1708
| 1709
| 1710
| 1711 | 1712 | 1713 | 1714 | 1715 | ► | ►►
Weitere Ereignisse | Allgemeiner Nekrolog 1711
Die Beschreibung der verstorbenen Person sollte so kurz wie möglich gehalten sein und nur deren signifikante Tätigkeit(en) enthalten.
Neue Namen ggf. auch unter dem Geburts- und Sterbedatum, also etwa unter 1. Januar und im Geburts- und Sterbejahr (2024) eintragen (nur bei entsprechender großer Wichtigkeit). Für Beispiele siehe die schon vorhandenen Artikel.
Außerdem über die fünf zuletzt Verstorbenen, zu denen es einen ausreichend guten Artikel für eine Präsentation auf der Hauptseite gibt, nach der todesbedingten Überarbeitung der Artikel ggf. auch unter Wikipedia Diskussion:Hauptseite informieren und sie am besten auch in den anderen Wikipedia-Sprachversionen eintragen. Tipp: Regelmäßig bei news.google.de nach „ist tot“, „gestorben“ oder „verstorben“ suchen.
Wenn eine Person gestorben ist, gibt es viele Seiten zu dieser Person in der Wikipedia, die davon auch betroffen sind und entsprechend aktualisiert werden müssen. Beispiele: Namenübersichtsseite, Geburtsjahr, Geburtsort-Seiten und viele mehr.
Wie finde ich die betroffenen Seiten?
Im Suchfeld auf der linken Seite gibt man den Suchbegriff so ein: „Vorname Nachname“. Dann klickt man auf Volltext und alle Seiten mit entsprechendem Suchtext werden aufgerufen. Hier sieht man dann schnell, wo auch das Todesjahr Sinn macht oder sogar ein Teil des Artikels angepasst werden muss. Auch hilft das „Werkzeug“ auf der linken Seite sehr gut, um solche Seiten aufzufinden: „Links auf diese Seite“. Somit ist die Wikipedia wieder aktuell in allen Bereichen! Hinweis: bei Eintragung der Kategorie „Gestorben JAHR“ wird der Missbrauchsfilter 49 ausgelöst, was jedoch nicht schlimm ist. Siehe: Spezial:Missbrauchsfilter/49
Dies ist eine Liste von im Jahr 1711 verstorbenen bekannten Persönlichkeiten. Die Einträge erfolgen innerhalb der einzelnen Daten alphabetisch sortiert. Tiere sind im Nekrolog für Tiere zu finden.

## Januar
| Tag        | Name                                                 | Beruf, bekannt als | Alter | Beleg |
| ---------- | ---------------------------------------------------- | --- | ----- | ----- |
| 2. Januar  | Ludwig Gebhard von Hoym                              | Geheimer Rat, Bergrat, Kammerpräsident und Gutsherr                                                                       | 79    |       |
| 6. Januar  | Philipp van Almonde                                  | niederländischer Vizeadmiral                                                                                              | 66    |       |
| 6. Januar  | Johann VIII. Hugo von Orsbeck                        | deutscher römisch-katholischer Geistlicher; Bischof von Speyer (1675–1711); Erzbischof und Kurfürst von Trier (1676–1711) |       |       |
| 7. Januar  | Alexander Caroc                                      | deutscher Jurist und Landsyndikus in Schwedisch-Pommern                                                                   | 67    |       |
| 13. Januar | Martin Maletius                                      | preußischer Theologe und Pfarrer                                                                                          | 77    |       |
| 14. Januar | Sophie Eleonore von Braunschweig-Wolfenbüttel-Bevern | Kanonissin von Gandersheim                                                                                                | 36    |       |
| 16. Januar | Joseph Vaz                                           | indischer Ordenspriester, Missionar in Indien und Sri Lanka, Seliger                                                      | 59    |       |
| 19. Januar | Johann Heinrich von Börstel                          | preußischer Generalleutnant, Chef des Infanterie-Regiments Nr. 20, Kommandant der Festung Magdeburg                       | 66    |       |
| 20. Januar | Johann August Olearius                               | deutscher evangelischer Theologe                                                                                          | 66    |       |
| 21. Januar | Friedrich Wilhelm Kettler                            | Herzog von Kurland | 18    |       |
| 21. Januar | Augustin Terwesten                                   | niederländischer Barockmaler                                                                                              | 61    |       |
| 22. Januar | Johann von Bacmeister                                | deutscher Rechtswissenschaftler und Reichshofrat                                                                          | 54    |       |
| 24. Januar | Jean Bérain der Ältere                               | französischer Maler, Zeichner und Kupferstecher                                                                           |       |       |
| 27. Januar | Antoine de Pas                                       | französischer General und Buchautor                                                                                       | 62    |       |
| Januar     | Guillijn Peter van der Zeepen                        | Hofmaler in Ostfriesland                                                                                                  |       |       |

## Februar
| Tag         | Name                                  | Beruf, bekannt als                                       | Alter | Beleg |
| ----------- | ------------------------------------- | -------------------------------------------------------- | ----- | ----- |
| 2. Februar  | Wilhelm von Plettenberg               | Landkomtur des Deutschen Ordens                          |       |       |
| 3. Februar  | Francesco Maria de’ Medici            | italienischer Kardinal und Mäzen                         | 50    |       |
| 5. Februar  | Wolfgang von Schmettau                | Minister und Gesandter von Brandenburg-Preußen           | 62    |       |
| 7. Februar  | Ernst Wilhelm von Salisch             | holländischer und kaiserlicher General                   | 61    |       |
| 14. Februar | Reimar Peter von Rheder               | Lübecker Domherr, königlich dänischer Rat und Beamter    | 50    |       |
| 15. Februar | Marco Antonio Canevalle               | italienischer Architekt und Baumeister                   | 58    |       |
| 17. Februar | José de Vaquedano                     | spanischer Komponist und Kapellmeister                   | 68    |       |
| 20. Februar | Alexander Artschilowitsch Imeretinski | georgischer Fürst des Königreichs Imeretien              |       |       |
| 21. Februar | Joan van Hoorn                        | Generalgouverneur von Niederländisch-Indien              | 57    |       |
| 28. Februar | Giovanni Pietro della Torre           | italienischer königlicher Hofsteinmetzmeister des Barock |       |       |

## März
| Tag      | Name                                     | Beruf, bekannt als                                                     | Alter | Beleg |
| -------- | ---------------------------------------- | ---------------------------------------------------------------------- | ----- | ----- |
| 2. März  | Adam Herold                              | deutscher Pädagoge und lutherischer Theologe                           | 51    |       |
| 3. März  | Karl                                     | Landgraf von Hessen-Wanfried                                           | 61    |       |
| 7. März  | Hans Georg Asam                          | deutscher Kirchenmaler des Barock                                      | 61    |       |
| 7. März  | Johann Nolto                             | deutscher Arzt und Stadtphysicus in Lübeck                             | 72    |       |
| 9. März  | Vitus Seipel                             | Weihbischof und Generalvikar in Prag                                   | 60    |       |
| 10. März | Leopold Mathias Sigismund von Lamberg    | Oberstallmeister Kaiser Josephs I. und Landgraf von Leuchtenberg       | 44    |       |
| 11. März | Karl Schweikard von Sickingen            | Ritter des Deutschen Ordens                                            |       |       |
| 13. März | Nicolas Boileau                          | französischer Schriftsteller                                           | 74    |       |
| 14. März | Johann Friedrich Landsberger             | deutscher Kaufmann                                                     | 61    |       |
| 15. März | Claude de Choiseul-Francières            | französischer Marschall                                                | 79    |       |
| 15. März | Daniel Crüger                            | deutscher Mediziner und Poet                                           | 71    |       |
| 15. März | Eusebio Francisco Kino                   | Südtiroler Jesuitenmissionar, Kartograph und Astronom in Lateinamerika | 65    |       |
| 16. März | Friedrich Breckling                      | deutscher Pastor und Autor                                             | 82    |       |
| 19. März | Josef Langer                             | tschechischer Wissenschaftler der Piaristen, Mathematiker und Astronom | 60    |       |
| 20. März | Gotthilf Treuer                          | deutscher Dichter und Poetiker der Barockzeit                          | 79    |       |
| 23. März | Bernhard Michael Mandl                   | Salzburger Bildhauer                                                   |       |       |
| 25. März | Christoph Peller von und zu Schoppershof | deutscher Jurist und Diplomat                                          | 80    |       |

## April
| Tag       | Name                                  | Beruf, bekannt als                                                 | Alter | Beleg |
| --------- | ------------------------------------- | ------------------------------------------------------------------ | ----- | ----- |
| 14. April | Louis de Bourbon, dauphin de Viennois | französischer Thronfolger, Sohn Ludwigs XIV.                       | 49    |       |
| 17. April | Joseph I.                             | Kaiser des Heiligen Römischen Reiches, König von Böhmen und Ungarn | 32    |       |
| 24. April | Johann Werlhof                        | deutscher Rechtswissenschaftler                                    | 51    |       |
| 27. April | Hermann Hintze                        | deutscher Kaufmann und Ratsherr der Hansestadt Lübeck              | 74    |       |
| 28. April | Johann Jakob Harder                   | Schweizer Mediziner und Naturwissenschaftler                       | 54    |       |

## Mai
| Tag     | Name                                       | Beruf, bekannt als | Alter | Beleg |
| ------- | ------------------------------------------ | --- | ----- | ----- |
| 9. Mai  | Friedrich Wilhelm von Wittenhorst-Sonsfeld | preußischer Generalleutnant |       |       |
| 14. Mai | Beda Weller                                | Abt des Klosters Grafschaft | 54    |       |
| 18. Mai | Anthon Günther Pott                        | königlich dänischer Brigadier, Chef des Oldenburgigischen Infanterie-Regiments und Oberkommandant der Grafschaften Oldenburg und Delmenhorst | 64    |       |
| 21. Mai | Johann Gottfried Olearius                  | evangelischer Theologe und Kirchenlieddichter                                                                                                | 75    |       |
| 22. Mai | Gotthard Heidegger                         | reformierter Theologe und Verfasser satirisch-kritischer Schriften                                                                           | 44    |       |
| 27. Mai | Franz Alexander                            | Fürst von Nassau-Hadamar | 37    |       |
| 27. Mai | Matthäus Gottfried Purmann                 | deutscher Chirurg und Autor | 63    |       |
| 31. Mai | Daniel Paschasius von Osterberg            | Grundherr und Förderer des Wallfahrtsortes Albendorf in der Grafschaft Glatz                                                                 |       |       |

## Juni
| Tag      | Name                              | Beruf, bekannt als                                                                                              | Alter | Beleg |
| -------- | --------------------------------- | --- | ----- | ----- |
| 7. Juni  | Andreas Ingolstetter              | deutscher Kaufmann und Kirchenlieddichter                                                                       |       |       |
| 9. Juni  | Humbertus Guilelmus de Precipiano | römisch-katholischer Theologe, Bischof und spanisch-niederländischer Regierungsbeamter                          | 83    |       |
| 10. Juni | Heinrich X.                       | Graf Reuß von Lobenstein zu Ebersdorf                                                                           | 48    |       |
| 10. Juni | Johannes Munnicks                 | niederländischer Mediziner                                                                                      | 58    |       |
| 16. Juni | Amalia von Kurland                | deutsch-baltische Prinzessin von Kurland aus der Familie Ketteler und durch Heirat Landgräfin von Hessen-Kassel | 58    |       |
| 22. Juni | Julius Ernst von Tettau           | General-Feldzeugmeister und General der Infanterie im Dienste der Generalstaaten                                | 66    |       |
| 24. Juni | Agnes Heinold                     | schwäbische Dichterin                                                                                           | 69    |       |
| 28. Juni | Gerard de Lairesse                | niederländischer Maler                                                                                          | 70    |       |
| Juni     | Werner Anton von Plettenberg      | Domherr in Münster                                                                                              | 23    |       |

## Juli
| Tag      | Name                                  | Beruf, bekannt als                               | Alter | Beleg |
| -------- | ------------------------------------- | ------------------------------------------------ | ----- | ----- |
| 6. Juli  | James Douglas, 2. Duke of Queensberry | schottischer Adliger                             | 38    |       |
| 8. Juli  | Étienne Baudet                        | französischer Kupferstecher                      | 72    |       |
| 14. Juli | Johann Wilhelm Friso                  | Fürst von Nassau-Dietz, Titularfürst von Oranien | 23    |       |
| 15. Juli | John Holles, 1. Duke of Newcastle     | englischer Peer und Politiker                    | 49    |       |
| 17. Juli | Adam Wilhelm von Sydow                | preußischer Generalmajor                         | 61    |       |
| 21. Juli | Avetik von Tokat                      | armenischer Patriarch                            | 54    |       |
| 28. Juli | Balthasar Köpke                       | deutscher evangelischer Theologe                 | 65    |       |

## August
| Tag        | Name                        | Beruf, bekannt als                                                  | Alter | Beleg |
| ---------- | --------------------------- | ------------------------------------------------------------------- | ----- | ----- |
| 2. August  | Christoph Pfautz            | deutscher Mathematiker, Astronom, Geograph und Bibliothekar         | 65    |       |
| 3. August  | Tobias Holländer            | Schaffhauser Bürgermeister und Diplomat                             | 74    |       |
| 21. August | Caspar Hopf                 | sächsischer Geigenbauer, Mit-Begründer des Klingenthaler Geigenbaus |       |       |
| 22. August | Louis-François de Boufflers | französischer Feldherr und Marschall von Frankreich                 | 67    |       |

## September
| Tag           | Name                    | Beruf, bekannt als                                                                      | Alter | Beleg |
| ------------- | ----------------------- | --------------------------------------------------------------------------------------- | ----- | ----- |
| 5. September  | Elisabeth Sophie Chéron | französische Malerin, Kupferstecherin, Dichterin und Übersetzerin                       | 62    |       |
| 11. September | Detlev Reusch           | königlich dänischer Oberst und zuletzt Chef des Ribestift National Infanterie-Regiments |       |       |
| 20. September | Jakob Daniel Tepser     | österreichischer Politiker; Bürgermeister von Wien (1696–1699, 1704–1707)               | 58    |       |
| 27. September | Christian Geist         | deutscher Komponist und Organist                                                        |       |       |
| 28. September | Nicolaus Gürtler        | Schweizer reformierter Theologe und Hochschullehrer                                     | 56    |       |
| September     | John Lawson             | englischer Entdecker, Abenteurer und Schriftsteller                                     | 36    |       |

## Oktober
| Tag         | Name                           | Beruf, bekannt als                                                                               | Alter | Beleg |
| ----------- | ------------------------------ | ------------------------------------------------------------------------------------------------ | ----- | ----- |
| 3. Oktober  | Jost Friedrich von Arnstedt    | königlich-polnischer und kurfürstlich-sächsischer Generalmajor und wirklicher Geheimer Kriegsrat | 41    |       |
| 5. Oktober  | Christian Friedrich Richter    | evangelischer Pfarrer, Kirchenlieddichter und Arzt an den Franckeschen Stiftungen                | 35    |       |
| 8. Oktober  | Johann David Schwertner        | deutscher Geistlicher und Theologe                                                               | 53    |       |
| 15. Oktober | Saif ibn Sultan I.             | Imam von Oman                                                                                    |       |       |
| 15. Oktober | Carl Christian von Sommerfeldt | braunschweig-lüneburgischer Generalfeldzeugmeister                                               | 61    |       |
| 21. Oktober | Christoph von Barner           | Kaiserlicher General-Feldzeugmeister, oberster Kommandeur der k.u.k. Artillerie                  | 78    |       |
| 30. Oktober | Wilhelmus à Brakel             | niederländischer reformierter Geistlicher                                                        | 76    |       |

## November
| Tag          | Name                          | Beruf, bekannt als | Alter | Beleg |
| ------------ | ----------------------------- | --- | ----- | ----- |
| 1. November  | Christian Demelius            | deutscher Komponist | 68    |       |
| 3. November  | Johannes Ernst Grabe          | deutscher lutherischer, später anglikanischer Theologe                                                                              | 45    |       |
| 4. November  | Abraham von Schönberg         | sächsischer Reformer des Bergbaus und Hüttenwesens                                                                                  | 71    |       |
| 5. November  | Adam Christoph von Wallenrodt | preußischer Minister und Landhofmeister, Ritter des Schwarzen Adlerordens, Oberst der Kavallerie und Chef eines Regiments zu Pferd. | 67    |       |
| 11. November | Paul von Püchler              | deutscher Jurist, zuletzt als Geheimer Justizrat und Vizepräsident des Oberlandesgerichts Celle                                     |       |       |
| 18. November | Christoph Albrecht von Kanitz | preußischer Generalmajor, Chef des Infanterie-Regiments Nr. 14                                                                      | 58    |       |
| 18. November | Johann Sigmund von Kuenburg   | Fürstbischof von Lavant, Fürstbischof von Chiemsee                                                                                  | 52    |       |
| 20. November | Gerrit Roosen                 | Hamburger Kaufmann und Prediger der Mennonitengemeinde Altona                                                                       | 99    |       |

## Dezember
| Tag          | Name                          | Beruf, bekannt als                         | Alter | Beleg |
| ------------ | ----------------------------- | ------------------------------------------ | ----- | ----- |
| 11. Dezember | Giambattista Morea            | italienischer römisch-katholischer Bischof | 71    |       |
| 17. Dezember | Johann Caspar Albrecht        | deutscher Geistlicher                      |       |       |
| 19. Dezember | Đorđe Branković               | siebenbürgischer Gesandter und Graf        |       |       |
| 19. Dezember | Philipp Wilhelm               | Markgraf von Brandenburg-Schwedt           | 42    |       |
| 23. Dezember | Friedrich Matthias von Syberg | deutscher Adliger                          |       |       |
| Dezember     | Johann Nicolaus Hanff         | deutscher Organist und Komponist           | 48    |       |

## Datum unbekannt
| Tag | Name                                 | Beruf, bekannt als                                                                                         | Alter | Beleg |
| --- | ------------------------------------ | --- | ----- | ----- |
|     | Wladimir Wassiljewitsch Atlassow     | russischer Entdecker                                                                                       |       |       |
|     | Lorenz Dohmsen                       | Leiter des Bauhofs in Hamburg                                                                              |       |       |
|     | Franco Ferrari                       | italienischer Zisterzienser, Abt, Theologe, Bibliothekar und Gelehrter                                     |       |       |
|     | Lewin Werner von Görne               | deutscher Adliger                                                                                          |       |       |
|     | Herman Niklas Grim                   | Arzt, Naturforscher, Ostindienreisender, Autor bedeutender Schriften über Pflanzen und Heilmittel in Asien |       |       |
|     | Adam Anton Grundemann von Falkenberg | niederösterreichischer Landuntermarschall                                                                  |       |       |
|     | Boborahim Mashrab                    | usbekischer Dichter                                                                                        |       |       |
|     | Mary Rowlandson                      | englische Siedlerin in Neuengland und Schriftstellerin                                                     |       |       |
|     | Peter Schenk der Ältere              | deutscher Kupferstecher und Kartograf                                                                      |       |       |
|     | Christoph Vitzthum von Eckstädt      | Herr auf Tiefensee, kursächsischer Kammerherr, Rittmeister und Landeshauptmann in Bautzen                  |       |       |
|     | Johann Gottfried Zeidler             | deutscher evangelischer Theologe und satirischer Schriftsteller                                            |       |       |